# Somebody To Love
《Somebody To Love》是韩国男子团体東方神起在日本发行的第2张单曲。于2005年7月13日日由AVEX Entertainment公司下属厂牌rhythm zone发行。

## 收录歌曲

### CD ONLY
1. 《Somebody To Love》
  - 作詞：澤本嘉光／小山内舞、作曲：羽岡佳、編曲：今井大介
2. 《言叶はいらない》（不需要言语）
  - 作詞：立田野純、作曲：和田昌哉、編曲：和田昌哉
3. 《Somebody To Love》 -アカペラ ver．-
  - 作詞：澤本嘉光／小山内舞、作曲：羽岡佳、編曲：今井大介
4. 《Somebody To Love》 (Less Vocal)
5. 《言叶はいらない》 (Less Vocal)

### CD+DVD
- CD

1. 《Somebody To Love》
2. 《言叶はいらない》
3. 《Somebody To Love》 (Less Vocal)
4. 《言叶はいらない》 (Less Vocal)

- DVD

1. 《Somebody To Love》（Video Clip）
2. 《Interview》